# ビーチバレーボールジャパン女子ジュニア選手権大会
JVA全日本ビーチバレーボール高等学校選手権大会女子（ぜんにほんビーチバレーボールこうとうがっこうせんしゅけんたいかい）は、毎年8月に愛媛県伊予市五色姫海浜公園（第2回までは松山市）で開催されている、女子高校生を対象としたビーチバレーボールの全国大会。「マドンナカップ in いよし」の愛称がつけられている。男子の大会に関しては全日本ビーチバレーボールジュニア男子選手権大会を参照せよ

## 概要
1996年アトランタオリンピックのバレーボール競技でインドアの代表だった佐伯美香は、大会での不振をきっかけとしてビーチバレーボールに転向、帰郷した。帰郷後、地元の企業ダイキが、新たにビーチバレーボールのチームを立ち上げ佐伯の受け皿となり、パートナーとしてほかに地元の選手をスカウトした。そしてこれを契機に、愛媛県ではビーチバレー熱が高まり、将来のオリンピック選手を育てようという目的から、ダイキを中心に地元企業が支援して、大会がスタートした。
基本的に参加選手の多くは、インドアの部活に属して、その関連でビーチもやっているが（浅尾美和も高校卒業後にビーチ転向）、回が進むにつれ、高校生からビーチ専門という選手も増えつつある（周藤玲美は高校3年で転向。神奈川代表として同大会に出場した。）。

## 近年の傾向
近年においては、東京都の私立共栄学園高等学校と、名古屋市立西陵高等学校が、常に優勝争いを繰り広げており、他のチームの大きな目標となっている。

## テレビ放送
地元テレビ愛媛が番組制作し、後日、フジネットワークの一部局などで放送する。決勝戦の模様が主体となる。この他tvkやサンテレビなどでも放送されている。

## 歴代優勝者
| 回 | 年   | 優勝校                 | 優勝者                  |
| -- | ---- | ---------------------- | ----------------------- |
| 1  | 1997 | 博多女子（福岡）       | 池田好美 / 甲斐田明子   |
| 2  | 1998 | 文化女子大杉並（東京） | 宮田真利子 / 梁川友紀   |
| 3  | 1999 | 文化女子大杉並（東京） | 舩崎沙矢香 / 西舘亜希子 |
| 4  | 2000 | 日ノ本学園（兵庫）     | 長谷川恵子 / 井上京子   |
| 5  | 2001 | 藤沢高校（神奈川）     | 島本幸代 / 内田良子     |
| 6  | 2002 | 川之石（愛媛）         | 古田良美 / 道岡望       |
| 7  | 2003 | 共栄学園（東京）       | 草野歩 / 佐藤理栄子     |
| 8  | 2004 | 共栄学園（東京）       | 仲川香 / 櫻田みなみ     |
| 9  | 2005 | 共栄学園（東京）       | 渡部仁美 / 松本かおり   |
| 10 | 2006 | 西陵（愛知）           | 大森明日香 / 畦地里香   |
| 11 | 2007 | 西陵（愛知）           | 大原愛加 / 伊藤智帆     |
| 12 | 2008 | 駒場（東京）           | 藤井桜子 / 溝江明香     |
| 13 | 2009 | 淡路三原（兵庫）       | 福田千奈美 / 杉本佳奈美 |
| 14 | 2010 | 福知山成美（京都）     | 山本成美 / 土田みか     |
| 15 | 2011 | 淡路三原（兵庫）       | 伊藤遥 / 大橋玲那       |
| 16 | 2012 | 淡路三原（兵庫）       | 大橋玲那 / 大橋亜美     |
| 17 | 2013 | 福知山成美（京都）     | 北村咲幸 / 若井衣有     |
| 18 | 2014 | 福知山成美（京都）     | 藪見真歩 / 坪内紫苑     |
| 19 | 2015 | 福知山成美（京都）     | 出口花 / 西美穂         |
| 20 | 2016 | 福知山成美（京都）     | 出口花 / 西美穂         |
| 21 | 2017 | 淡路三原（兵庫）       | 興津莉々香 / 刑部美優   |
| 22 | 2018 | 淡路三原（兵庫）       | 刑部美優 / 藤原咲良     |
| 23 | 2019 | 共栄学園（東京）       | 衣笠乃愛 / 菊地真結     |
| 24 | 2020 | 中止                   |                         |
| 25 | 2021 | 中止                   |                         |
| 26 | 2022 | 福知山成美（京都）     | 久岡千夏 / 壇結林       |
| 27 | 2023 | 鳴門渦潮（徳島）       | 松岡梨亜来 / 鏡瀬里奈   |
| 28 | 2024 | 共栄学園（東京）       | 森愛唯 / 宇都木乃愛     |
| 29 | 2025 | 福知山成美（京都）     | 橘柚希・長田瑠奈        |